# Pieve di Cadore
Pieve di Cadore je občina (comune) v pokrajini Belluno v italijanski deželi Benečija, približno 110 kilometrov severno od Benetk in približno 35 km severovzhodno od Belluna. Pieve pomeni »župnijska cerkev«. Je rojstni kraj italijanskega slikarja Tiziana.
Mesto je bilo s svojo strateško lego srednjeveška trdnjava z utrdbami, imenovanimi »beneško obzidano mesto«. Glavna znamenitost je Palazzo della Magnifica Comunità (Palača veličastne skupnosti), ki jo je leta 1447 zgradil istoimenski svet, ki je takrat vladal mestu. Ima stolp s cinami, ki je bil dokončan leta 1491.

## Zgodovina
Območje ob sotočju Piave in Boite je bilo poseljeno že v prazgodovini. V 2. stoletju pred našim štetjem so Rimljani podredili paleovenetsko predhodno naselbino Làgole. V visokem srednjem veku je bilo mesto vojaška baza za Signoria da Camino (1138–1335); utrdba, ki jo je zgradila, ne obstaja več. Skupaj z drugimi naselji Cadoreja je Pieve ustanovil Magnifica Communità di Cadore, ki si je leta 1338 dala statut, ki ga je leta 1347 priznal Bertrand de Saint-Geniès, knežji patriarh v Ogleju. Večinsko ladinska država je imela tudi zagotovljeno široko avtonomijo pod Beneško republiko, kateri je pripadala od leta 1420 do Napoleonove osvojitve leta 1797.
Leta 1808 je cesar Napoleon I. svojega zunanjega ministra Jean-Baptiste Nompère de Champagny postavil za vojvodo Cadoreja.
Po Dunajskem kongresu je Pieve di Cadore, tako kot vsa Benečija, kot del novoustanovljene Kraljevine Lombardija-Benečija prešla v last Habsburške monarhije, vendar je po Risorgimentu s praškim mirom (1866) pripadla Italiji.
Od druge polovice 20. stoletja se je glavno mesto pokrajine Belluno razvilo v letovišče in zimsko športno središče. Hkrati je z usmerjenim »tizianškim turizmom« postala kulturna znamenitost, čeprav je v njegovem rojstnem kraju le ena mojstrova slika.

## Znamenitosti
- Na osrednjem trgu Piazza Tiziano z monumentalnim kipom slikarja stoji Palazzo Magnifica Communità di Cadore, ki je bila sedež samoupravne vlade Cadoreja v poznem srednjem veku in zgodnjem novem veku. Palača je bila v 16. stoletju prezidana na temeljih prejšnje in hiše iz slike Tizianovih sorodnikov Marca Vecellia in Cesareja Vecellia ter drugih umetnikov iz 16. in 17. stoletja. Tu je tudi Arheološki muzej, ki zbira najdbe (votivne podobe, orožje, vsakdanji predmeti, kipci, kovanci) iz paleovenetske naselbine Làgole (iz 5. stoletja pr. n. št.).
- Naddiakonatna cerkev Rojstva Device Marije je bila zgrajena v 19. stoletju na mestu starejših predhodnih stavb. Tukaj je pozno Tizianovo delo, ki prikazuje Devico z otrokom med svetim Tizianom iz Oderza in svetim Andrejem, s pastirjem z romarsko palico na skrajni levi strani slike, ki je opredeljena kot umetnikov avtoportret. V cerkvi so tudi druge slike družine Vecellio, med drugim Zadnja večerja Cesareja Vecellia: umetnostni zgodovinar Giuseppe Fiocco je postavil tezo, da je glavi Kristusa in Petra naslikal Tizian. Ohranjena je tudi poznogotska oprema iz nemške kulture, kot sta krilni oltar Hansa Klocherja von Brixna (okoli 1450) in Pietà, pripisana Ägidiusu Gutensteinu iz Dunajskega Novega mesta (okoli 1475).
- Kamnita hiša iz 15. stoletja, ki je bila močno spremenjena z dodatkom lesenega zunanjega stopnišča in balkona okoli leta 1900, je tradicionalno navedena kot Tizianova rojstna hiša. Majhen muzej hrani spominke, kot so rokopisi, tiski in reprodukcije.
- Druga zanimivost mesta je Muzej očal, povezan z industrijsko tradicijo izdelave očal v Cadoreju od konca 19. stoletja. Zbranih je 2000 kosov z vsega sveta od srednjega veka do sodobnosti, ki so poskušali optimalno uskladiti stanje oftalmološkega znanja z vsakokratnimi modnimi idejami tega časa. Tu so na primer monokli z zlatom in dragimi kamni francoskega izvora, angleška očala iz slonovine in kitajska iz žada.

- Splošni pogled na Pieve
- Piazza Tiziano s Palazzo Comunale in Tizianovim kipom
- Tizianova rojstna hiša v Pieve di Cadore